# Till Death Us Do Part (film 1911)
Till Death Us Do Part è un cortometraggio muto del 1911 diretto da Lewin Fitzhamon.

## Trama
Un'ubriacona lascia il marito, un operaio. Lui si risposa con una sarta ma quando lei, ormai malata senza speranza, ritorna, lui la porta a casa assistendola fino alla morte.

## Produzione
Il film fu prodotto dalla Hepworth.

## Distribuzione
Distribuito dalla Hepworth, il film - un cortometraggio in una bobina - uscì nelle sale cinematografiche britanniche nel giugno 1911.
Si conoscono pochi dati del film che, prodotto dalla Hepworth, fu distrutto nel 1924 dallo stesso produttore, Cecil M. Hepworth. Fallito, in gravissime difficoltà finanziarie, il produttore pensò in questo modo di poter almeno recuperare il nitrato d'argento della pellicola.